# Alfred Elton van Vogt
Alfred Elton van Vogt (Manitoba, 26 d'abril de 1912 - Los Angeles, 26 de gener de 2000) fou un escriptor canadenc especialitzat en ciència-ficció.
En els seus llibres la psicologia és molt important, com a la novel·la Slan (1940), en la qual un noi és perseguit perquè té poders telepàtics. Un altre dels seus llibres és The Voyage of the Space Beagle, en el qual una nau espacial cerca l'espai per intel·ligència extraterrestre, igual que el Beagle de Charles Darwin.
La Trilogia Null-A, basada en l'obra d'Alfred Korzybski, és especial perquè Van Vogt descriu un món on el pensament no és aristotèlic, a diferència del món real. La primera part fou publicada el 1945.